# B.93 Kopenhagen
Der Boldklubben af 1893 (heute meist abgekürzt zu B.93; deutsch: Ballverein von 1893, im deutschen Sprachraum meist B.93 Kopenhagen genannt) ist ein dänischer Sportverein, der vor allem durch seine Fußballabteilung bekannt wurde. Der Verein ist im Kopenhagener Stadtteil Østerbro ansässig. Von 1916 bis 1946 haben die Fußballer neunmal die dänische Meisterschaft gewonnen; 1982 siegten sie im Pokalwettbewerb. Seit 2023 spielen sie zweitklassig in der 1. Division.

## Geschichte
Der Boldklubben wurde am 19. Mai 1893 zunächst als Cricketklub gegründet. In den ersten Jahren lehnten die Vereinsmitglieder das Fußballspiel noch ab, doch die Einstellung änderte sich schnell, und ab 1896 wurde Fußball ins Vereinsprogramm aufgenommen. Seit 1901 wird im B.93 auch Tennis gespielt. Die Cricketabteilung existierte bis 1959.
Derzeit bietet der Verein neben Fußball und Tennis auch Krafttraining an.
Die Fußballspieler tragen ihre Heimspiele im Østerbro Stadion aus, das 7.000 Zuschauern Platz bietet.
Im Europapokal der Pokalsieger 1982/83 schaltete B.93 in der ersten Runde den DDR-Vertreter Dynamo Dresden aus, scheiterte jedoch im Achtelfinale an THOR Waterschei aus Belgien.

## Erfolge (Fußball)
- Dänischer Meister: 1916, 1927, 1929, 1930, 1934, 1935, 1939, 1942, 1946
- Dänischer Pokalsieger: 1982

## Spieler
- Tom Søndergaard (1962–1968)
- Daniel Jensen (1987–1996) Jugend, (1996–1998) Spieler,
- Thomas Christiansen (1990–1991) Jugend, (1990–1991) Spieler,
- Sladan Peric (1993–1995) Jugend, (2002–2004) Spieler,
- David Rasmussen (1994–1997, 1998–2000)
- Per Krøldrup (1998–2001)
- Nicklas Bendtner (1998–2002) Jugend,
- Jonas Troest (2002–2004)